# Wayne Walter Dyer
Wayne Walter Dyer (Detroit, 10 maggio 1940 – Maui, 29 agosto 2015) è stato uno psicologo, scrittore e docente statunitense.
Il suo libro di maggior successo è Le vostre zone erronee, edito nel 1976.

## Biografia
Dyer, nato da Melvin Lyle e Hazel Irene Dyer, spese gran parte della sua adolescenza in orfanotrofio. Nel 1958 si diploma alla Denby High School, e riceve il Dottorato in Educazione alla Wayne State University.
Divenne quindi docente alla Saint John's University (New York City). Dapprima perseguì una carriera accademica, pubblicando in giornali e praticando una gratificante professione come terapista privato. Un agente gli propose infine di pubblicare le sue idee per iscritto, così Dyer diede vita al suo primo libro, Le vostre zone erronee, una "guida all'indipendenza dello spirito".
In seguito continuò la sua fortunata carriera scrivendo altri libri di successo indicati alla psicoterapia, tenendo anche seminari e serate di lettura. Spesso ricalca le proprie esperienze personali rendendone esempio. 
I suoi interessi sono anche indirizzati verso la conoscenza spirituale, e prima di morire s'interessò alle interpretazioni di Tao Te Ching.

## Critiche
Wayne Dyer ha ricevuto critiche per alcune delle sue affermazioni e pratiche. Alcuni critici hanno messo in discussione la mancanza di supporto scientifico per molte delle sue idee, sostenendo che il suo approccio fosse più basato su aneddoti personali che su prove empiriche.
Dyer è stato anche criticato per aver adottato e riproposto concetti di altri autori senza attribuirli adeguatamente. Ad esempio, lo scrittore Philip Goldberg ha sottolineato che molte delle idee di Dyer derivano dalle tradizioni della filosofia orientale e dalla letteratura motivazionale del XX secolo, senza sempre riconoscerne chiaramente le fonti.
Un'altra critica riguarda il suo stile di vita e il marketing delle sue opere. Alcuni osservatori hanno evidenziato la discrepanza tra il suo messaggio di distacco materiale e il suo successo commerciale, che includeva la vendita di libri, seminari e prodotti a pagamento.

## Vita privata
Dyer ha vissuto e scritto presso le isole Hawaii, a Maui, quando non era occupato in conferenze in giro per il mondo. È stato sposato 3 volte; dalla terza moglie Marcelene, conosciuta nel 1979, ha avuto 7 dei suoi 8 figli; hanno divorziato nel 2003.
Nel 2009 dichiarò di soffrire di leucemia linfatica cronica, malattia che lo portò alla morte il 29 agosto 2015 all'età di 75 anni.

## Curiosità
- Dyer ha aperto un canale televisivo basato su un suo libro, Excuses Begone, in cui tratta tematiche come prosperità, salute, e motivazione personale.
- Ha recitato in The Shift (2009), scritto da Kristen Lazarian e diretto da Michael Goorjian.
- Un frammento di un suo discorso è inserito nel cortometraggio della Pixar Quando il giorno incontra la notte (2010). In questo messaggio Wayne invita gli ascoltatori ad essere interessati alle cose diverse da loro e a quelle che non conoscono, in quanto sono proprio le cose misteriose ad essere le più interessanti.
- Una sua citazione è presente nel libro di R. J. Palacio Wonder, il precetto di settembre del signor Browne: «Quando ti viene data la possibilità di scegliere se avere ragione o essere gentile, scegli di essere gentile».

## Pubblicazioni
- C'è una soluzione spirituale a ogni problema, 1975
- Le vostre zone erronee, 1976
- Prendi la vita nelle tue mani, 1978
- Te stesso al cento per cento , 1980
- I consigli di Eykis, 1983
- Che cosa volete davvero per i vostri figli ?, 1985
- Credere per vedere, 1989
- Come fare miracoli nella vita di tutti i giorni, 1992
- Il tuo sacro Io, 1994
- Inventarsi la vita. Nove principi spirituali per creare il proprio destino, 1997
- Dieci segreti per il successo e l'armonia , 2002
- Il potere dell'intenzione, 2004
- La voce dell'ispirazione, 2006
- La saggezza del TAO, 2007
- Il cambiamento. Dall'ambizione di avere alla consapevolezza dell'essere, 2009
- Ogni tuo desiderio sarà esaudito, 2012
- il mio sacro destino, 2014
- Ricordi del Paradiso, 2015